# 官製デモ
官製デモ（かんせいデモ）とは、政府やその外郭団体によって動員された、政府・政権を支持する非自発的なデモ活動を指す批判的な呼称。

## 概要
言論の自由や結社の自由のない独裁政権・全体主義・共産主義・開発独裁体制などの国家などで行われることが多い。
動員された国民は、心中では反発している場合もあり、1989年にルーマニア社会主義共和国政府が組織したチャウシェスク支持集会は、群衆の中から発せられた「チャウシェスク打倒」の一声で、あっという間に政権の意図から外れた民衆デモに変貌し、チャウシェスク退陣の大衆の要求が実現された（ルーマニア革命）。
ただし、政府を支持するデモを全て「官製デモ」と言えるわけではなく、また反政府陣営のデモもある程度の権威・権力を有する存在（たとえば労働組合や地域・業界等の有力団体、野党など）によって企画もしくは支援されることが通常であるため、「官製デモ」か否かを判別することが難しいケースもある。

## 見返りなど
動員に当たっては、脅迫以外に主催者側から参加者に対する見返りとして有形無形の便宜供与、金銭の支払いなどが行われる。後者に関しては、2012年に中華人民共和国で発生した反日デモの例では100元（約1,200円）、2013年にタイ王国で発生した反政府側のデモの例では500バーツ（約1,600円）といった相場観が報道されている。